# 安勇俊
安勇俊（韓語：안용준，1987年11月22日—），韓國男演員。

## 演出作品

### 電視劇
- 2005年：KBS《玉林成長日記2》
- 2006年：SBS《愛情與野望》
- 2006年：KBS《秘密的校園》
- 2006年：MBC《朱蒙》飾演 類利
- 2006年：SBS《愛上醜八怪》
- 2006年：SBS《My Love》
- 2006年：MBC《90天，相愛的時間》
- 2007年：KBS《京城绯聞》飾演 姜仁浩
- 2007年：SBS《愛情殺手吳水晶》飾演 崔修赫
- 2008年：SBS《幸福》飾演 李俊英
- 2010年：KBS《戰友》飾演 金範宇
- 2010年：OCN《神的測驗》飾演 庭夏允
- 2011年：KBS《Drama Special－Hair Show》飾演 徐東浩
- 2011年：MBC《絕不認輸》飾演 鄭智浩
- 2012年：JTBC《Monster》飾演 張畔修
- 2012年：SBS《浪漫滿屋 TAKE 2》飾演 鐘哲
- 2012年：KBS《田禹治》飾演 李巨
- 2013年：MBC《Two Weeks》飾演 陳日道
- 2014年：MBC《說出你的願望》
- 2014年：KBS《 S.O.S 請救救我 》飾演 金知厚
- 2017年：OCN《隧道》飾演 金希俊
- 2022年：MBC《秘密之家》饰演 许镇浩
- 2023年：KBS1《是金 是玉》飾演 張好植

### 電影
- 2009年：《舉起金剛》
- 2011年：《逮捕王》
- 2012年：《弦的歌曲》
- 2012年：《救國的鋼鐵隊伍》
- 2013年：《男人使用說明書》饰演 成宰
- 2014年：《青春學堂》
- 2016年：《Half（朝鲜语：하프 (영화)）》饰演 李民秀/李民亚
- 2019年：《惩戒者2》
- 2021年：《我不解雇自己（朝鲜语：나는 나를 해고하지 않는다）》饰演 金民赫
- 2022年：《B级文件（朝鲜语：B컷）》饰演 圣贤的校友（友情出演）

### MV
- 2007年：2NB《Because I'm A Girl》
- 2011年：Acoustic Collabo《You and I》
- 2012年：許閣《A Person I Used to Love》
- 2012年：許閣《It Hurts》

## 外部連結
- 安勇俊的Instagram帳戶
- YouTube上的安勇俊頻道
- NAVER （页面存档备份，存于）